# Шилін-Хото
Шилі́н-Хото́ (кит. спр. 锡林浩特市, піньїнь: Xīlínhàotè Shì) — місто-повіт у центрально-східній частині Внутрішньої Монголії, складова аймаку Шилін-Гол.

## Географія
Шилін-Хото лежить у Східній Гобі.

### Клімат
Місто знаходиться у зоні, котра характеризується кліматом помірних степів. Найтепліший місяць — липень із середньою температурою 20 °C (68 °F). Найхолодніший місяць — січень, із середньою температурою -18.9 °С (-2 °F).
| Клімат Шилін-Хото                         | Клімат Шилін-Хото | Клімат Шилін-Хото | Клімат Шилін-Хото | Клімат Шилін-Хото | Клімат Шилін-Хото | Клімат Шилін-Хото | Клімат Шилін-Хото | Клімат Шилін-Хото | Клімат Шилін-Хото | Клімат Шилін-Хото | Клімат Шилін-Хото | Клімат Шилін-Хото | Клімат Шилін-Хото |
| Показник                                  | Січ.              | Лют.              | Бер.              | Квіт.             | Трав.             | Черв.             | Лип.              | Серп.             | Вер.              | Жовт.             | Лист.             | Груд.             | Рік               |
| Середній максимум, °C                     | −12               | −8                | 0                 | 12                | 20                | 25                | 27                | 25                | 19                | 11                | 0                 | −9,4              | 9                 |
| Середня температура, °C                   | −19               | −16               | −6                | 4                 | 12                | 18                | 20                | 18                | 12                | 3                 | −7                | −16               | 1                 |
| Середній мінімум, °C                      | −25               | −23               | −13               | −3                | 4                 | 10                | 14                | 12                | 4                 | −3                | −13               | −21               | −4                |
| Норма опадів, мм                          | 2.8               | 2.7               | 5.7               | 8.4               | 22.7              | 45.1              | 84.9              | 67.3              | 27.8              | 11.6              | 4.2               | 2.1               | 285.3             |
| Днів з опадами                            | 4,1               | 3,6               | 3,5               | 4                 | 7                 | 11,2              | 14,1              | 12,5              | 7,3               | 4,4               | 3,4               | 3,6               | 78,7              |
| Вологість повітря, %                      | 72.2              | 70.3              | 56.8              | 44.3              | 44.3              | 52.9              | 64                | 66.1              | 60.1              | 56.9              | 65.2              | 72.5              | 60.5              |
| ----------------------------------------- | ----------------- | ----------------- | ----------------- | ----------------- | ----------------- | ----------------- | ----------------- | ----------------- | ----------------- | ----------------- | ----------------- | ----------------- | ----------------- |
| Джерело: Weatherbase, Weatherbase (опади) |                   |                   |                   |                   |                   |                   |                   |                   |                   |                   |                   |                   |                   |